# Sakoanala villosa
Sakoanala villosa är en ärtväxtart som beskrevs av René Viguier. Sakoanala villosa ingår i släktet Sakoanala och familjen ärtväxter.

## Underarter
Arten delas in i följande underarter:
- S. v. menabeensis
- S. v. villosa